# Jafet

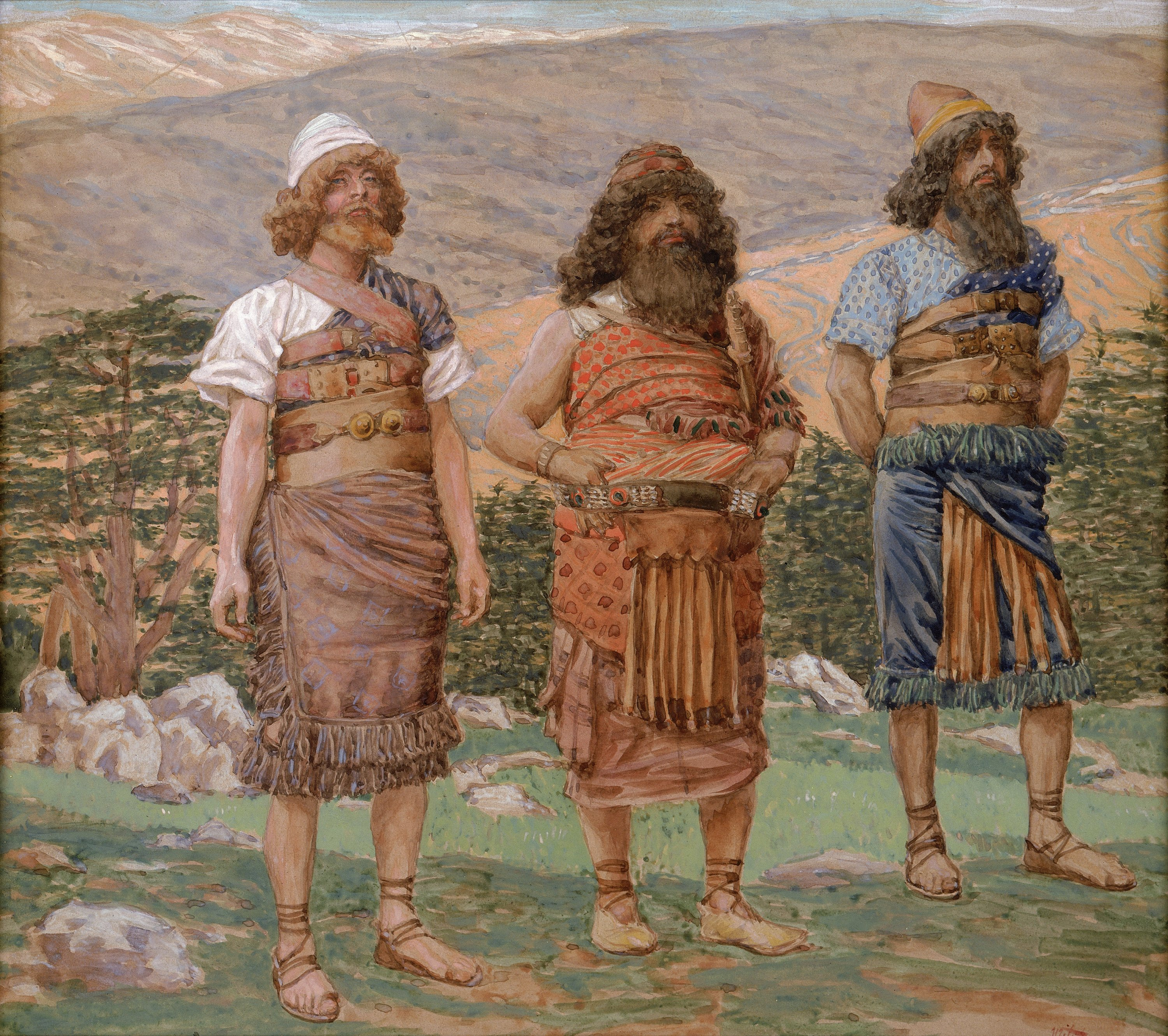
Jafet (rechts) met zijn broers Sem en Cham

Jafet of Jafeth (Hebreeuws: יֶפֶת, betekenis onbekend) was volgens Genesis 5:32 en 6:10 in de Hebreeuwse Bijbel een zoon van Noach. Zijn broers waren Sem en Cham.
Het verhaal in Genesis 9:18-27 over Jafet vertelt dat Noach dronken in slaap was gevallen. Cham had zijn vader in die toestand aangetroffen en bespotte hem tegenover zijn broers. Jafet en Sem bedekten hun vader met een mantel, zonder naar hun naakte vader te hebben gekeken. Dit is de herkomst van de Nederlandse uitdrukking: "iets met de mantel der liefde bedekken". Jafet en Sem werden voor deze daad door Noach gezegend.

## Nakomelingen
Jafets zonen waren volgens de volkenlijst de stamvaders van diverse Indo-Europese stammen. Hun namen waren:
- Gomer
- Magog
- Tiras
- Javan
- Mesech
- Tubal
- Madai

Tot de Verlichting werd dit verhaal letterlijk genomen en werd Jafet vereenzelvigd met diverse Indo-Germaanse goden, zoals de Indische Pra-Japati, de Romeinse Jupiter en de Griekse Iapetus (Grieks Ίαπετός, Iapetós), een van de Titanen.